# 東海学園大学
東海学園大学（とうかいがくえんだいがく、英語: Tokai Gakuen University）は、愛知県みよし市福谷町西ノ洞21-233に本部を置く日本の私立大学。1888年創立、1995年大学設置。大学の略称は東園大(とうえんだい)、東学（とうがく）。

## 概観

### 大学全体
東海学園大学は、1888年11月に認可された浄土宗学愛知支校を起源とした私立大学である。浄土宗学愛知支校の校舎は、はじめ名古屋市東区の西蓮寺に設置後、尾張徳川家の菩提寺である建中寺へと移転、現在同地にはこの大学と同じ学校法人東海学園の東海中学校・高等学校が位置している。かつてあった東海学園女子短期大学を4年制に改組の上、男女共学として1995年(平成7年)に大学設立。当初は経営学部経営学科の単科大学であったが、2000年に大学院を開設、人文学部、2004年に人間健康学部（現：スポーツ健康科学部・健康栄養学部）、2012年に教育学部を順次設置。2019年6月現在、6学部・6学科・1研究科を擁する。

### 建学の精神（校訓・理念・学是）
- 校訓：「勤倹誠実」[4]

東海学園大学が属する東海学園が一貫して掲げている建学の精神は、仏の御恩に感謝して「打ち込んで生きる」ということであり、それを「勤倹誠実」ということばに集約している。この勤倹誠実の精神のほかに独自のアイデンティティの基本となる教育の理念（校是）として「共生（ともいき）」を掲げている。

### 教育および研究
東海学園大学の建学の精神、教育理念は「勤倹誠実」と「共生(ともいき)」である。あらゆる世界、いかなる人種・民族、いかなる宗教であっても、人間がよりよく生きていく上で不可欠なものは「誠実」な精神で、よりよく互いが生かしあって生きていかなければならない。そのためには人間として為すべきことを「真面目」に継続的に取り組む姿勢が求められる。この精神と理念を体得して人類福祉の向上に努める幅広い教養人の育成に力を注いでいる。

### 学風および特色
東海学園大学の取り上げる学術・教育分野は広い範囲にわたっているが、個人・集団・企業・地域社会・国際社会の各レベルで、人間性尊重の深い認識に立った職業人を養成し、人間の活動を支える身体機能・栄養・環境等の各面での専門的知見・技術を習得させるなど、いずれも「人間教育」を共通のキーワードとして、授業や指導が積極的に展開されている点に特色がある。

## 沿革

### 略歴
東海学園大学の起源である浄土宗学愛知支校は、1888年に認可。1909年に（旧制）東海中学校に改称、1947年に（新制）東海中学校開校、1948年に東海高等学校を開校。1962年に東海第二高等学校開校、1964年に東海学園女子短期大学を開学。
1995年に経営学部を設立し東海学園大学が開学した。東海学園大学大学院は、2000年に開設され、三好キャンパスを設置している。

### 年表
- 1888年 浄土宗学愛知支校として認可[5]
- 1909年 東海中学校に改称
- 1947年 新制東海中学校開校
- 1948年 新制東海高等学校開校
- 1962年 東海女子高等学校開校
- 1964年 東海学園女子短期大学（家政科・英語科）開学
- 1968年 東海学園女子短期大学 国文科増設
- 1971年 東海学園女子短期大学 家政学科・英文学科・国文学科に名称変更
- 1991年 東海学園女子短期大学 家政学科を生活学科に名称変更
- 1995年 東海学園大学 経営学部開学
- 2000年 東海学園大学 大学院 経営学研究科修士課程開設、東海学園大学 人文学部開設
- 2004年 東海学園大学 人間健康学部開設
- 2008年 東海学園大学 人文学部に発達教育学科を開設
- 2011年 東海学園大学 人間健康学部 管理栄養学科を健康栄養学部 管理栄養学科に改組
- 2012年 東海学園大学 人文学部 発達教育学科を教育学部に、人間健康学部をスポーツ健康科学部に改組
- 2014年 東海学園大学 人文学部に心理学科を開設
- 2018年 東海学園大学 人文学部心理学科を心理学部に改組[6]

## 基礎データ

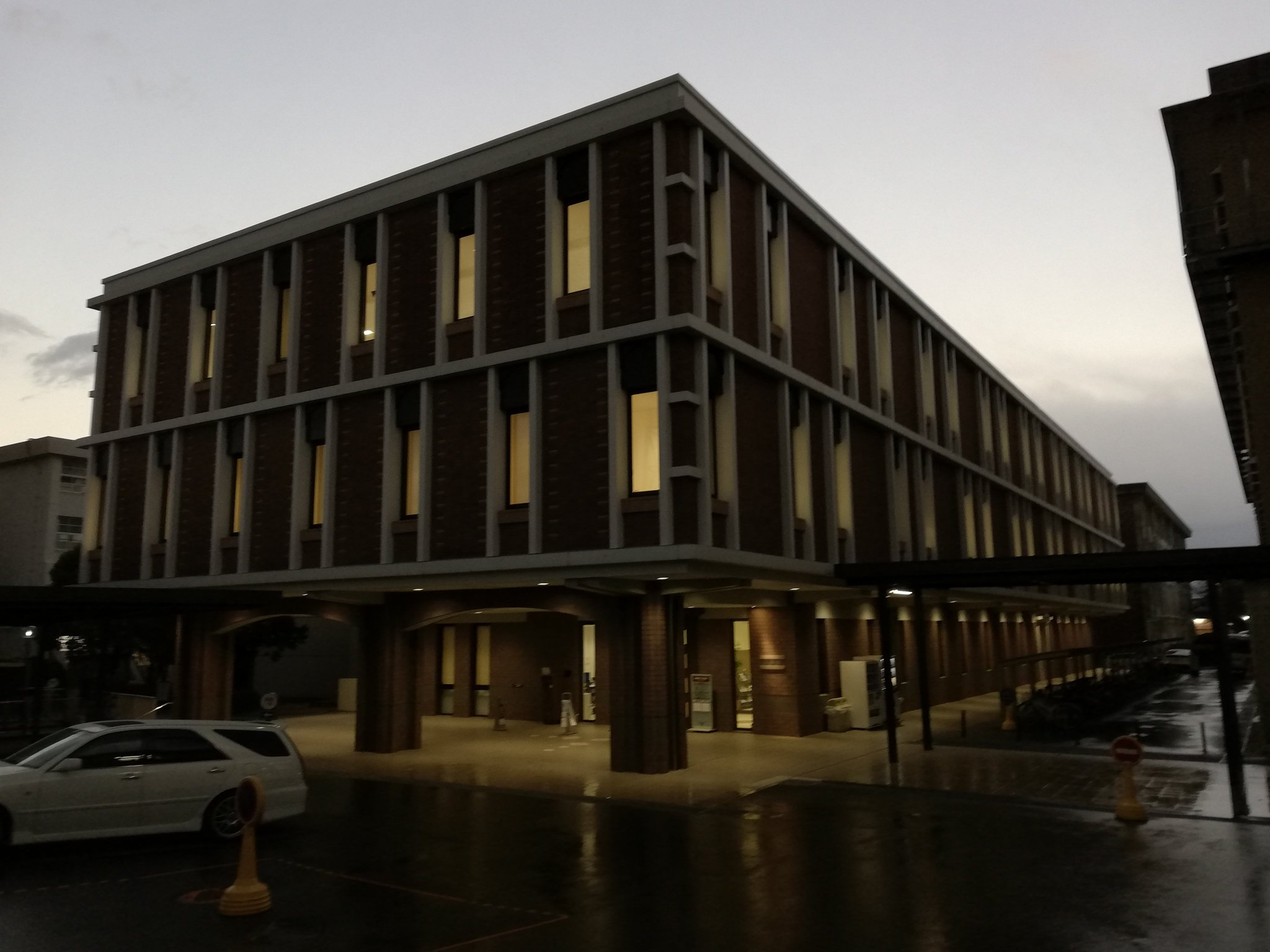
名古屋キャンパス

### 所在地
- 三好キャンパス（愛知県みよし市）
- 名古屋キャンパス（愛知県名古屋市天白区中平二丁目）

### 象徴
- 明照殿[4]

## 教育および研究

### 組織

#### 学部

##### 経営学部（三好キャンパス）
カリキュラムの基本となる４つの専門コアと少人数制ゼミを１年次から開講。２年次春学期からは職業を意識した「特別プログラム」を設置。経営学を実践的に学修することで社会の即戦力として活躍できる人材としての人間力アップを目指す 。

##### 人文学部（名古屋キャンパス）
5つの領域の科目が自由に選べるオープン履修方式。創造表現や言語・文化を学びながら自己興味や関心のある分野を顕在化し、将来への可能性を探求。現場の第一線の実務経験者の教員が登壇。希望職業に向けた具体的な指導によって高い専門性を修得。

##### 心理学部（名古屋キャンパス）
専任教員陣が学生一人ひとりの興味と学習意欲をサポート。さまざまな社会生活ニーズに応えられる問題分析力や問題解決能力を学修。基礎的学習と実習や学生同士の交流を通じて専門知識と豊かなこころを養う。

##### 健康栄養学部（名古屋キャンパス）
「臨床栄養」、「スポーツ栄養」、「食品開発・分析」、「栄養教諭」の4つの展開科目・免許・資格関連科目群や学内外での実習により、多様な分野でも活躍できる得意分野を保持した管理栄養士を養成。1年次より国家試験対策も積極的。

##### 教育学部（名古屋キャンパス）
子どもの発達と保育、教育のあり方を「こころ」・「からだ」・「環境」・「社会」の４方向から総合的・実践的に学習できるカリキュラムにより、「生きることの素晴らしさ」や「精一杯生きるためのスキル」を子どもたちに指導できる教育者を養成。「キャリア開発センター（教職支援）」が教員免許取得と教員採用試験プロセスをサポート。

##### スポーツ健康科学部（三好キャンパス）
保健体育教諭やスポーツトレーナー、競技スポーツのコーチ、健康づくりのリーダーなど、進路志向に合わせて深く学ぶためのスポーツ科学・健康科学に基づく3コースを用意。スポーツと健康の広範な知識の修得とともに、実験・学習を多く取り入れた実践的な学びも両立させ、人間的な成長も図る。

#### 大学院
- 経営学研究科（修士）

大学の教育理念である「共生」に基づき、新しい日本の経営をリードできる人材（企業の戦力となる創造性豊かな高度専門職業人）の養成を「人材養成の目的」として、三好キャンパスに大学院経営学研究科を開設。

##### 特色
大学院の「経営学研究科中小企業診断士登録養成課程」が文部科学省より職業実践力育成プログラム（BP）として認定。また、「職業実践力育成プログラム（正規課程）（その他）【1講座】」（2年）が厚生労働省より「専門実践教育訓練指定講座」として指定されている。

#### 附属機関

##### 共生文化研究所
この研究所の目的は、「共生（ともいき）」及び「共生文化」の研究を行い、東海学園大学における「共生」の具体的教育方法の確立を目的とする」と規程され、目的達成のために各種事業を行う。

### 研究

#### 文部科学省採択事業

##### 大学・企業のスポーツ資源を活用した地域コミュニティ活性化促進事業
- 平成25年度、平成26年度採択「スポーツを通じた地域コミュニティ活性化促進事業(大学・企業のスポーツ資源を活用した地域コミュニティ活性化促進事業)」」（修士課程）[12][13]

## 学生生活

### 部活動・クラブ活動・サークル活動
東海学園大学のクラブ・サークルは、三好・名古屋各キャンパスに属している。運動部では、特に以下の9クラブを強化指定クラブとしている。

#### 強化指定クラブ

##### 三好キャンパス
- 硬式野球部、男子サッカー部、硬式テニス部、相撲部、陸上競技部・女子中長距離、水泳部、女子ハンドボール部、女子バスケットボール部

##### 名古屋キャンパス
- 女子ソフトボール部

### 学園祭
学園祭は、キャンパス毎に開催。
- 三好キャンパス：「東学祭」[14]
- 名古屋キャンパス：「東海祭」[14]

## 大学関係者と組織

### 大学関係者一覧
- 東海学園大学の人物一覧

## 施設

### キャンパス

#### 三好キャンパス
- 使用学部：経営学部（経営学科）、スポーツ健康科学部（スポーツ健康科学科）、大学院[7]
- 使用附属施設：
  - 共生文化研究所 [15]
  - 図書館
  - アメニティ施設
    - 学生食堂
    - コンビニ
- 所在地：愛知県みよし市福谷町西ノ洞21番地233
- 交通アクセス：
  - 名鉄豊田線三好ヶ丘駅から徒歩で約10分 または スクールバス
  - 名古屋市営地下鉄鶴舞線赤池駅からスクールバス

#### 名古屋キャンパス
- 使用学部：人文学部（人文学科）、心理学部（心理学科）、教育学部（教育学科）、健康栄養学部（管理栄養学科）[7]
- 使用附属施設：
  - 図書館
  - アメニティ施設
    - 学生食堂
    - 売店
- 所在地：愛知県名古屋市天白区中平二丁目901番地
- 交通アクセス：
  - 名古屋市営地下鉄鶴舞線原駅から徒歩約15分　または 名古屋市営バスに乗車、「平針南住宅」下車、徒歩約3分。またはスクールバスに乗車。
  - 名古屋市営地下鉄桜通線徳重駅から名古屋市営バスに乗車、「平針南住宅」下車、徒歩約3分。

### 寮
スポーツ寮を、三好・名古屋両キャンパスに設置。その他、一般学生には業者との提携により、アパート・マンション及び食事付き学生会館を紹介している。
- スポーツ寮「ともいき」
- 和光寮

## 対外関係

### 地方自治体との協定
- 陶磁美術館大学等パートナーシップ事業
  - 愛知県 （2012年締結）[16]

- 包括的な連携・協力に関する協定
  - みよし市（2013年締結）[17]
  - 名古屋市天白区（2015年締結）[18]
  - 中津川市（2019年締結）[19]

- 体育・スポーツ振興に関する協定
  - 愛知県 （2017年締結）[16]

### 法人との協定
- オリンピック教育推進等に関する相互連携・協定
  - 東京オリンピック・パラリンピック競技大会組織委員会 （2014年締結）[20]

### 海外提携校
海外留学制度には、語学研修に加え、英語で身体や運動についての演習を行う「スポーツ・健康プログラム」や現地の学校を訪問する「教育交流プログラム」がある。
留学先での単位認定は、内容・期間に応じて単位として認定される。

#### 海外提携校一覧
| United Kingdom - アベリストゥイス大学（語学・文化系プログラム、スポーツ・健康プログラム（短期）） Australia - インサーチ・シドニー工科大学（語学・文化系プログラム、教育交流プログラム（短期）） - モナッシュ大学（語学・文化系プログラム） Canada - クイーンズ大学（語学・文化系プログラム） - サイモンフレーザー大学（語学・文化系プログラム） Taiwan - 国立台湾師範大学（語学・文化系プログラム） Vietnam - 人文社会科学大学 - ハノイ国家大学 |

### 関係校
- 東海中学校・高等学校[3]
- 東海学園高等学校

## 公式サイト
- 東海学園大学